# Медяков, Михаил Денисович
Михаи́л Дени́сович Медяко́в (28 декабря 1923, Мыркайское, Уральская область — 7 ноября 2005, Челябинск) — Герой Советского Союза (1945), после войны преподаватель Челябинского высшего военного автомобильного командного училища, полковник в отставке (2000).

## Биография
Михаил Денисович Медяков родился 28 декабря 1923 года в семье колхозного кузнеца в селе Мыркайском (Мыркай Зелёный) Сосновского сельсовета Коровинского района Челябинского округа Уральской области, ныне село Мыркайское входит в Мишкинский муниципальный округ Курганской области. Русский.
После окончания школы-семилетки работал в колхозе «Красный пахарь» молотобойцем и помощником кузнеца. 
В 1940 году поступил в Катав-Ивановское фабрично-заводское училище, которое окончил в августе 1941 года и получил специальность слесаря–сборщика. До призыва в армию работал в Челябинске на Челябинском станкостроительном заводе имени С. Орджоникидзе.
В Рабоче-крестьянской Красной Армии с сентября 1941 года. На фронте с апреля 1942 года. Воевал в составе 62-й стрелковой дивизии на Центральном, Северо-Западном и 3-м Белорусском фронтах. Участвовал в боях по освобождению Ельни, Смоленска, Борисова, Орши, Минска.
В 1943 году вступил в ВКП(б), в 1952 году партия переименована в КПСС.
Первое время служил в разведке артиллерийского полка. Самостоятельно освоил шофёрское дело, изучил пушку. Однажды немецкая мотопехота на бронетранспортёрах, фланговым ударом прорвав нашу оборону, неожиданно появилась вблизи штаба полка. Медяков бросился прямо к зенитной пушке и успел оказаться у орудия раньше артиллеристов. Начал действовать уверенно и умело. Когда подоспели артиллеристы, отважный разведчик уже успел поджечь вражеский бронетранспортёр, атака немцев захлебнулась. За этот бой Медяков получил орден Красной Звезды и был переведён в артиллеристы, стал наводчиком, а потом и командиром орудия.
8 февраля 1945 года в бою у деревни Грюнвальде, расположенной в 5-и километрах южнее польского города Гурово-Илавецке почти весь расчёт вышел из строя. Командир орудия старший сержант Медяков заменил наводчика орудия, сам был трижды ранен, но продолжал вести точный огонь до окончания боя. Отбивая контратаки противника, в одиночку уничтожил тяжёлый танк, самоходную артиллерийскую установку, орудие, два станковых пулемёта. День Победы встретил в госпитале.
Указом Президиума Верховного Совета СССР от 19 апреля 1945 года за образцовое выполнение боевых заданий командования и проявленные мужество и героизм в боях с немецко-фашистскими захватчиками старшему сержанту командиру орудия 7-й батареи 89-го артиллерийского полка 62-й стрелковой дивизии 31-й армии 3-го Белорусского фронта Медякову Михаилу Денисовичу присвоено звание Героя Советского Союза с вручением ордена Ленина и медали «Золотая Звезда».
Весть о победе он услышал в госпитале в городе Бузулуке Оренбургской области.
После войны М. Д. Медяков продолжил службу в Вооружённых Силах. В 1948 году он окончил Челябинское автотракторное артиллерийско-техническое училище, остался в нём преподавателем до ухода на пенсию (в 1968 году переименовано в Челябинское высшее военное автомобильное командное училище). 
С 1973 года подполковник Медяков М. Д. — в запасе. Семь лет руководил классом автодела в школе № 41 города Челябинска. Внёс большой вклад в военно-патриотическое воспитание челябинцев. В 1975 году ему было предоставлено почётное право открыть в селе Мыркайском памятник воинам-землякам, погибшим на фронтах Великой Отечественной войны. 9 мая 2000 года принимал участие в юбилейном Параде Победы на Красной площади в Москве. 
С 2000 года полковник в отставке.
9 мая 2002 года был участником Парада Победы на Красной площади в Москве.
Последний Герой Советского Союза, проживавший в Челябинской области, Михаил Денисович Медяков скончался 7 ноября 2005 года. Похоронен 10 ноября 2005 года на Успенском кладбище Курчатовского района города Челябинска Челябинской области.

## Награды и звания
- Герой Советского Союза, 19 апреля 1945 года[5][6]
  - Орден Ленина
  - Медаль «Золотая Звезда» № 7606
- Орден Отечественной войны I степени, 6 апреля 1985 года[7]
- Орден Отечественной войны II степени
- Орден Красной Звезды, дважды: 13 августа 1944 года[8], 30 декабря 1956 года
- Орден Славы III степени, 19 февраля 1945 года[9]
- медали, в том числе:
  - Медаль «За отвагу», 20 апреля 1944 года[10]
  - Медаль «За боевые заслуги», дважды: 5 октября 1943 года[11], 19 ноября 1951 года
  - Юбилейная медаль «В ознаменование 100-летия со дня рождения Владимира Ильича Ленина», 1970 год
  - Медаль «За победу над Германией в Великой Отечественной войне 1941—1945 гг.», 28 апреля 1946 года[12]
  - Медаль «За оборону Москвы», 31 июля 1944 года[13]
  - Медаль «Ветеран Вооружённых Сил СССР»
  - Медаль «За безупречную службу» I степени
  - Медаль «60 лет освобождения Республики Беларусь от немецко-фашистских захватчиков», февраль 2005 года
- Звание «Почётный гражданин города Челябинска», 7 сентября 2004 года[14]
- Звание «Почётный гражданин Мишкинского района»[15][16]

## Память

Мемориальная доска, Челябинск, ул. Коммуны, 69.

- Мемориальная доска, установлена 19 марта 2008 года на фасаде дома, где проживал в 1985—2005 годах, Челябинск, ул. Коммуны, 69 — 55°09′46″ с. ш. 61°24′33″ в. д.HGЯO[17][18][19]
- Мемориальная доска, установлена 1 сентября 2015 года в МКОУ «Коровинская средняя общеобразовательная школа», Курганская область, Мишкинский муниципальный округ, село Коровье, ул. Труда, д. 56 — 55°06′17″ с. ш. 63°57′07″ в. д.HGЯO[20]
- Мемориальная доска, установлена 7 мая 2020 года в селе Мыркайском, ныне Мишкинский муниципальный округ Курганской области[21]
- Упомянут в Зале Славы Музея Победы на Поклонной горе, город Москва, площадь Победы, д. 3 — 55°43′50″ с. ш. 37°30′18″ в. д.HGЯO
- Приз Фонда патриотического воспитания и военно-шефской деятельности носит имя Героя Советского Союза Михаила Медякова [22].

## Семья
Жена Маргарита Николаевна, сын Юрий и дочь Ольга.